# Nativització
per al procés d'adopció de la cultura nadiua pels immigrants, vegeu assimilació cultural
Nativització és el procés mitjançant el qual una llengua guanya parlants materns. Això esdevé necessàriament on la segona llengua utilitzada per pares adults es converteix en la llengua materna del seus fills. La nativització ha estat de particular interès per la lingüística i més específicament per a la criollística, on la segona llengua en qüestió és un pidgin.
Diverses explicacions de la gènesi criolla s'han basat en la nativització d'un pidgin en l'etapa anterior de l'assoliment del crioll. Això és així per a la noció del cicle de vida pidgin-crioll de Robert Anderson Hall (1966), així com per la teoria de la llengua bioprogramada de Derek Bickerton
Hi ha alguns exemples indiscutibles de criolls derivats de nativització del pidgin pels nens. La llengua Tok pisin Idioma informat per Sankoff i Laberge (1972) és un exemple on es podria arribar a aquesta conclusió mitjançant l'observació científica. Un contraexemple és el cas en el qual els nens de pares Gastarbeiter parlants de pidgin alemany adquireixen l'alemany sense problemes i sense criollització. Els tractaments generals dels fenòmens de criollització com Arends, Muysken i Smith (1995) reconeixen ara com una qüestió de norma que l'esquema pidgin-nativització és només una de les moltes possibles explicacions amb validesa teòrica.